# Tonia
Tonia, pseudoniem van Arlette Antonia Dominicus, (Anderlecht, 25 juli 1947) is een Belgische zangeres. In 1966 nam ze deel aan het Eurovisiesongfestival en behaalde er een vierde plaats.

## Levensloop
Tonia is de dochter van voormalig Nederlands profwielrenner Jef Dominicus die tweemaal de Ronde van Frankrijk reed en van de eveneens Nederlandse revue- en operettezangeres Belia van Lier die optrad in de Koninklijke Muntschouwburg en de Folies Bergère te Brussel. Tonia, die eveneens de Nederlandse nationaliteit bezat, werd door haar ouders volledig tweetalig opgevoed.
Als kind van vijf jaar zong Tonia reeds duetten met haar moeder in de Folies Bergère en op twaalfjarige leeftijd stond zij er op de affiche. In 1961 werd zij ontdekt door Bob Boon, de muziekprogrammeur van de BRT, die haar voor de eerste keer op televisie liet optreden. In 1962 was de zangeres finalist voor Nederland in de Grote Internationale variétéprijs. Tonia kreeg een platencontract bij Decca en in 1963 won ze de Coupe de Télé-Luxembourg. Vanaf dat moment was haar carrière een feit en werden verscheidene singles opgenomen. De singles Pour mon anniversaire je voudrais un beatle en Geef mij voor mijn verjaardag een beatle waren zowel in het Frans als in het Nederlands een hit.
Tonia liet zich in 1965 tot Belg naturaliseren zodat ze voor België kon deelnemen aan de Europabeker voor zangvoordracht te Knokke. Datzelfde jaar deed ze eveneens mee aan het Vlaams Schlagerfestival waar ze negende eindigde.
In 1966 werd ze door de Franstalige Belgische televisie-omroep RTB aangeduid om België te vertegenwoordigen op het Eurovisiesongfestival met het liedje Un peu de poivre, un peu de sel dat door de televisiekijkers was verkozen. Op het songfestival, dat in Luxemburg plaatsvond, eindigde Tonia op de vierde plaats, het beste resultaat dat België tot dan toe behaald had. In 1968 ondernam ze een nieuwe poging om afgevaardigd te worden voor België maar ze werd niet verkozen.
Vanaf het einde van de jaren 1960 richtte Tonia zich voornamelijk op de Duitse Schlagermarkt. In 1969 nam ze deel aan een grote Duitse Schlagerwedstrijd en in 1973 deed ze mee aan de Duitse selectie voor het Eurovisiesongfestival maar ze werd niet verkozen. Daarna verdween ze uit de belangstelling.
Haar laatste single dateert van 1982 en in 1990 verscheen er nog een compilatie-CD.
Tonia was getrouwd met trombonist Albert Mertens, die de broer was van Theo Mertens. Lang na z'n overlijden hertrouwde ze met Paul Bourdiaudhy die eveneens trombonist was.

## Discografie

### Singles
- 1962 School is uit
- 1963 Mon p'tit copain de vacances
- 1963 Avant de t'embrasser
- 1963 L'école est finie
- 1963 Trois mousquetaires
- 1963 Rappelle-toi Maman
- 1964 La fin d'un amour n'est pas un drame
- 1964 Geef mij voor mijn verjaardag toch een beatle
- 1964 Pour mon anniversaire je voudrais un beatle
- 1964 Kimi
- 1965 Ik heb heimwee naar jou/Wie heeft (Vlaams Schlagerfestival)
- 1965 Ce n'est pas loin, domani
- 1965 Toujours les beaux jours
- 1965 Ist denn alles aus?
- 1966 James Bond/Op 16 kan men nog dromen
- 1966 Pour une autre/Lui
- 1966 Un peu de poivre, un peu de sel (Eurovisiesongfestival 1966)
- 1966 Un grand bateau
- 1966 Vorbei sind die Tränen
- 1967 Un tout petit pantin (vertaling van Puppet on a string van Sandie Shaw)
- 1967 Joli petit poisson
- 1967 Der Gedanke an Dich
- 1967 Bonsoir, Chéri
- 1968 Karussell
- 1968 Weiter, immer weiter (Deutscher Schlagerwettbewerb, voorronde)
- 1969 Texascowboypferdesattelverkäuferin (Deutscher Schlagerwettbewerb, finale)
- 1969 Wenn die Nachtigall singt
- 1971 Ich will leben nur mit Dir
- 1972 Ein grünes Kleeblatt
- 1973 Sebastian (Duitse voorronde voor het "Eurovisiesongfestival")
- 1974 Iedere Nacht is...
- 1976 Jahrmarkt der Eitelkeit
- 1977 Schönes Theater
- 1980 Warum rufst Du mich nicht an?
- 1982 Ich will nach Afrika

### Lp's
- 1981 This is my day

### Cd's
- 1990 Les plus grands succès de Tonia

1956: Fud Leclerc + Mony Marc · 
1957: Bobbejaan Schoepen · 
1958: Fud Leclerc · 
1959: Bob Benny · 
1960: Fud Leclerc · 
1961: Bob Benny · 
1962: Fud Leclerc · 
1963: Jacques Raymond · 
1964: Robert Cogoi · 
1965: Lize Marke · 
1966: Tonia · 
1967: Louis Neefs · 
1968: Claude Lombard · 
1969: Louis Neefs · 
1970: Jean Vallée · 
1971: Lily Castel & Jacques Raymond · 
1972: Serge & Christine Ghisoland · 
1973: Nicole & Hugo · 
1974: Jacques Hustin · 
1975: Ann Christy · 
1976: Pierre Rapsat · 
1977: Dream Express · 
1978: Jean Vallée · 
1979: Micha Marah · 
1980: Telex · 
1981: Emly Starr · 
1982: Stella · 
1983: Pas de Deux · 
1984: Jacques Zegers · 
1985: Linda Lepomme · 
1986: Sandra Kim · 
1987: Liliane Saint-Pierre · 
1988: Reynaert · 
1989: Ingeborg · 
1990: Philippe Lafontaine · 
1991: Clouseau · 
1992: Morgane · 
1993: Barbara · 
1995: Frédéric Etherlinck · 
1996: Lisa del Bo · 
1998: Mélanie Cohl · 
1999: Vanessa Chinitor · 
2000: Nathalie Sorce · 
2002: Sergio & The Ladies · 
2003: Urban Trad · 
2004: Xandee · 
2005: Nuno Resende · 
2006: Kate Ryan · 
2007: The KMG's · 
2008: Ishtar · 
2009: Copycat · 
2010: Tom Dice · 
2011: Witloof Bay · 
2012: Iris · 
2013: Roberto Bellarosa · 
2014: Axel Hirsoux · 
2015: Loïc Nottet · 
2016: Laura Tesoro · 
2017: Blanche · 
2018: Sennek · 
2019: Eliot · 
2021: Hooverphonic · 
2022: Jérémie Makiese · 
2023: Gustaph · 
2024: Mustii · 
2025: Red Sebastian
- Gemeinsame Normdatei: 110199529
- International Standard Name Identifier: 0000 0004 4887 943X
- MusicBrainz: 63448702-ea9a-444b-90ce-4a46b045b61a
- Virtual International Authority File: 69522426
- WorldCat: E39PBJxt3X9d8JH8rRwwDgKjmd